# مبنى سيغرام
مبنى سيغرام هو ناطحة سحاب يقع في 375 بارك أفينيو، بين الشارع الثاني والخمسين (مانهاتن) والشارع الثالث والخمسين (مانهاتن) وهي منظقة ميدتاون مانهاتن في نيويورك. صمم المبنى كل من لودفيغ ميس فان دير روه وفيليب جونسون وإيلي جاك كان وروبرت ألان جاكوبس. يبلغ ارتفاع المبنى 515 قدم (157 م) ويتكون من 38 طابقاً وساحة عامة. كان هذا المبنى دولي الطراز، الذي اكتمل بناؤه عام 1958 بمثابة المقر الرئيسي لشركة سيغرام الكندية للتقطير.